# 멕시코-미국 장벽

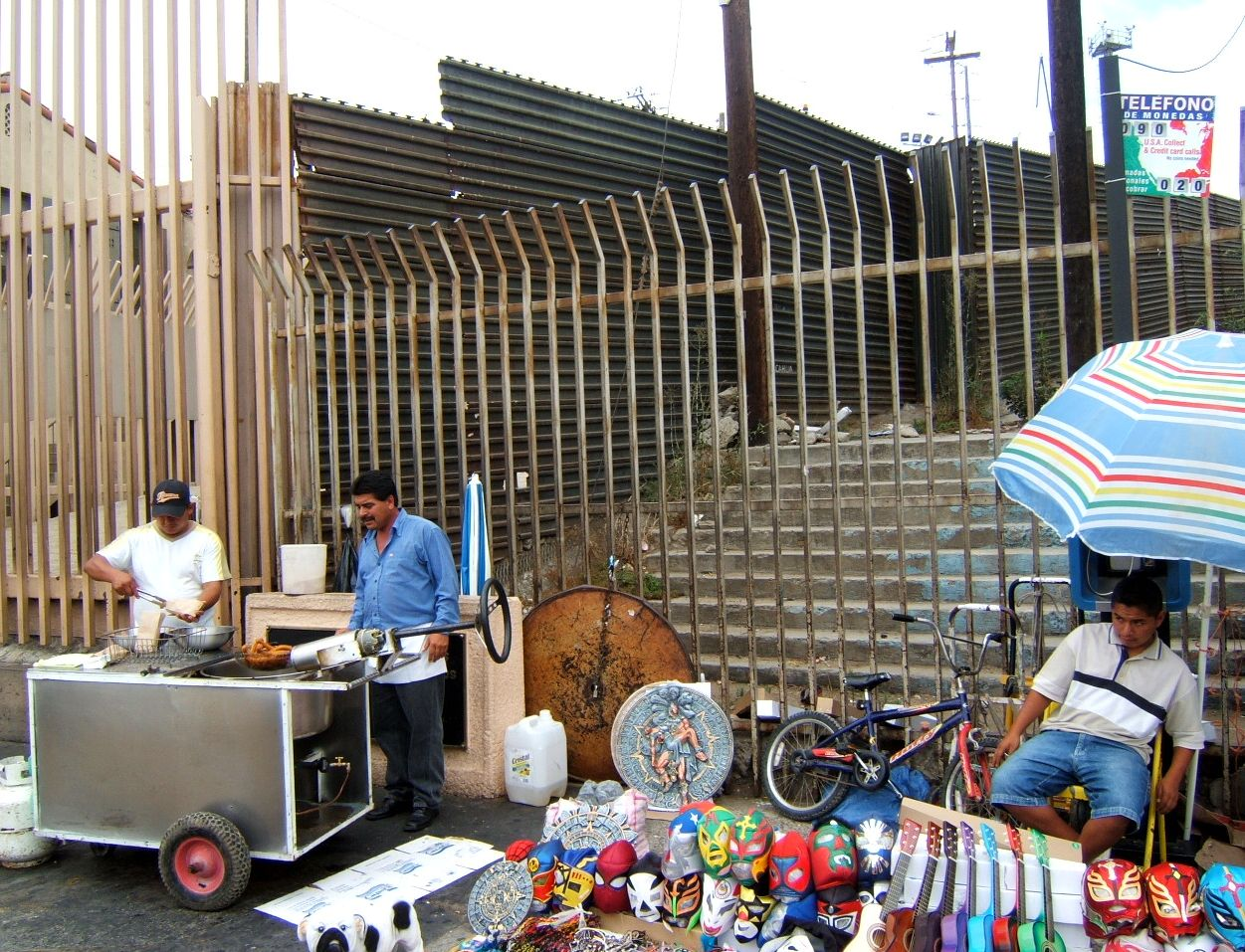
티후아나에 있는 장벽

미국-멕시코 장벽(영어: Mexico–United States barrier)은 미국과 멕시코 국경 사이에 존재하는 장벽이다.

## 건설
미국 하원 군사위원회 의장인 하원 의원 덩컨 헌터는 2005년 11월 3일에 강화 울타리, 사실상의 벽을 미국-멕시코 국경을 따라 구축할 것을 제안했다. 12월 5일에는 HR4437에 수정안을 제출했다. 이 계획에는 멕시코 경계의 698 마일 (1,123km)에 따른 울타리의 건설 의무화가 담겨있었다. 2006년 5월 17일 상원에서 삼중 구조의 울타리와 자동차 울타리를 370 마일 만든다는 S.2611이 승인되었다. 멕시코 정부는 이 계획을 비난했다. 텍사스 주지사 릭 페리도 반대를 표명했다. 울타리의 확대 방안은 또한 텍사스 러레이도 시의회에서 만장일치로 부결되었다.
2006년 《안전 울타리법》(HR6061)은 2006년 9월 13일에 도입된 다음날 283 대 138의 투표로 가결되었다. 9월 29일에는 80 대 19의 투표로 상원에서 승인되어 10월 26일 조지 W. 부시 대통령이 서명하였다.
2016년 11월 8일에 실시된 2016년 미국 대통령 선거에서 도널드 트럼프 후보가 당선되었다. 트럼프는 자신이 대통령에 당선되면 멕시코와의 국경 지대에 거대한 장벽을 건설하겠다고 밝혔다. 2017년 1월 20일 도널드 트럼프가 대통령에 취임한 뒤부터 멕시코 장벽을 건설하기로 결정했고 1월 27일 도널드 트럼프가 반이민 행정명령 (행정명령 13769호)에 사인하여 7개국 무슬림 이민자들과 난민들의 미국 입국을 금지시켰다.
트럼프는 멕시코와 미국 국경에 장벽을 쌓는 것에 전적으로 멕시코가 비용을 지불하라고 요구한다. 하지만 멕시코 대통령은 이에 대해 극구 반대한다.

## 같이 보기
- 멕시코-미국 국경
- 장벽
- 이스라엘 요르단강 서안 지구 분리 장벽